# Спадщина (Путивльский район)
Спадщина (укр. Спадщина) — село,
Сафоновский сельский совет,
Путивльский район,
Сумская область,
Украина.
Код КОАТУУ — 5923883819. Население по переписи 2001 года составляло 106 человек.

## Географическое положение
Село Спадщина находится в 1,5 км от правого берега реки Сейм.
На расстоянии в 1 км расположено село Сафоновка.
Село расположено вокруг большого озера и окружено большим лесным массивом урочище Спащино.

## Достопримечательности
- Спадщанский лес[4] .